# انس بنی یاسین
بنی یاسین (انگلیسی: Anas Bani Yaseen؛ زاده ۲۹ نوامبر ۱۹۸۸) یک بازیکن فوتبال اهل اردن است.
وی همچنین در تیم ملی فوتبال اردن بازی کرده‌است.
وی بعد از تیم فولاد به تیم الخمره قطر به مدت یکسال و نیم به این باشگاه پیوست